# Sandy, Oregon
Sandy là một thành phố của Quận Clackamas, tiểu bang Oregon, Hoa Kỳ, và được đặt tên theo tên Sông Sandy lân cận. Theo Điều tra Dân số Hoa Kỳ năm 2000, thành phố có tổng dân số là 5.386, tuy nhiên ước tính năm 2006 cho thấy con số là 7.070 cư dân.
Thành phố phục vụ như cửa ngỏ phía tây đến Hành lang Núi Hood.

## Địa lý
Sandy nằm ở vị trí 45°23'51" Bắc, 122°15'59" Tây (45.397499, -122.266319)1.
Theo Cục Điều tra Dân số Hoa Kỳ, thành phố có tổng diện tích là 6,8 km² (2,6 mi²), tất cả đều là đất.

## Giao thông
Quốc lộ Hoa Kỳ 26 chạy ngang giữa thành phố Sandy, tạo thành Đại lộ Pioneer và Proctor của Sanday. Sandy là điểm cuối phía bắc của Xa lộ Oregon 211.
Sandy điều hành một hệ thống chuyên chở công cộng gọi là Sandy Area Metro.

### Hàng không
- Phi trường Sông Sandy